# Shake the Disease
Shake the Disease – singel grupy Depeche Mode. Nagrań live dokonano podczas koncertu w Bazylei w Szwajcarii (30 listopada 1984).

## Wydany w krajach
- Australia (7")
- Belgia (CD)
- Brazylia (CD)
- Filipiny (12")
- Francja (7", 12", CD, MC)
- Hiszpania (7", 12)
- Holandia (7")
- Kanada (7")
- Niemcy (7", 12", CD)
- RPA (7")
- Unia Europejska (CD)
- USA (7", CD)
- Wielka Brytania (7", 12", CD, MC)
- Włochy (7", 12", MC)

## Informacje
- Nagrano w Hansa Mischraum Studios Berlin Zachodni (RFN), 1985
- Produkcja Daniel Miller, Depeche Mode i Gareth Jones
- Teksty i muzyka Martin Lee Gore

## Zespół
- Dave Gahan - wokale główne
- Martin Gore - syntezatory, instrumenty perkusyjne, chórki i wokale drugoplanowe, sampler
- Alan Wilder - syntezatory, instrumenty perkusyjne, chórki, sampler
- Andrew Fletcher - syntezatory, instrumenty perkusyjne, chórki

## WydaniaMute
- 7 BONG 8 wydany 1985
  1. Shake the Disease
  2. Flexible

- bez numeru katalogowego wydany 1985
  1. Shake the Disease

- 12 BONG 8 wydany 1985
  1. Shake the Disease (Remixed Extended Version) - 8:43
  2. Flexible (Remixed Extended Version) - 6:15

- L12 BONG 8 wydany 1985
  1. Shake the Disease (Edit the Shake) - 7:08
  2. Master and Servant (live) - 5:38
  3. Flexible (Pre-deportation Mix) - 4:40
  4. Something to Do (Metal Mix) - 7:25

- CD BONG 8 wydany 1991
  1. Shake the Disease - 4:48
  2. Flexible - 3:11
  3. Shake the Disease (Remixed Extended Version) - 8:46
  4. Flexible (Remixed Extended Version) - 6:16
  5. Shake the Disease (Edit the Shake) - 7:11
  6. Something to Do (Metal Mix) - 7:26